# 威廉·巴爾頓
威廉·京恩蒙特·巴爾頓（英語：William Kinninmond Burton，1856年5月11日—1899年8月5日），又譯為爸爾登，英國蘇格蘭愛丁堡人，應臺灣總督府之邀擔任衛生工程顧問技師，進行台灣各地衛生工程調查與設計，被譽為「臺灣自來水之父」。

## 生平

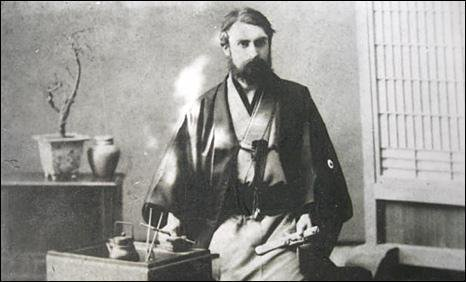
身著和服的巴爾頓

巴爾頓出生於英國蘇格蘭愛丁堡，父親名叫約翰·希爾·巴爾頓，是一名律師、也是業餘歷史學家。1873年巴爾頓畢業於愛丁堡工業專門學校，之後進入布朗兄弟事務所（Brown Brothers & Co., Ltd.）工作，簽定五年契約，從事土木建築與河川港灣等工程建設；隔年他便升為現場工地主任技師，1877年前往倫敦管理分公司業務。
1879年他離開了事務所，與叔父科斯莫·因尼斯合開了因尼斯與巴爾頓事務所（Innes & Burton Co.），同時他也加入了英國工程師協會。此時西方各國正展開都市給水與排水道等衛生工程的建設，巴爾頓因有這方面的知識與技術，不久便成為英國衛生工程界的佼佼者，並在1881年擔任倫敦衛生保護協會（London Sanitary Protection Association）的常駐技師，同年更從叔父手中接任為事務所主要的負責人。
1884年5月，在英國倫敦舉辦的萬國衛生博覽會，巴爾頓結識了當時日本內務省衛生局統計課課長永井久一郎；之後日本在1886年爆發霍亂流行後，衛生局招聘衛生工程技師時，永井久一郎遂推薦巴爾頓，使他受聘為內務省衛生局顧問技師。不久在當時衛生局局長長與專齋與帝國大學工科大學校長古市公威推薦下通過面試成為帝國大學工科大學「衛生工學」課程的教師，簽定了從1887年5月26日至1890年5月25日共三年的教職契約，其月薪有350圓，相當於當時東京府知事的薪資。而在1887年6月到1894年12月期間，他還前往日本各地進行水道衛生工程的相關調查與工程設計，此外他在青森、秋田調查時結識了後藤新平，成為他日後來台的因緣之一。
1896年由於內務部衛生局局長後藤新平的推薦，臺灣總督桂太郎延聘巴爾頓來台擔任衛生工程顧問技師，在臺灣各地從事衛生調查及水道建設之調查工作；濱野彌四郎亦被聘為衛生工程技師，負責協助巴爾頓。兩人在1896年7月26日抵台，於淡水館歇息後在8月5日正式向臺灣總督府述職，擔任總督府民政部衛生課囑託，之後他們以淡水館為住所與事務所，展開對臺北城內、大稻埕、艋舺等地市街衛生與給排水工程調查，於9月4日提出《衛生工事調查報告書》。後來巴爾頓亦積極對台灣從南到北包括澎湖等地在內的衛生工程進行調查並提出建言，對日後的自來水工程有著相當程度的影響。
1897年1月，巴爾頓為了臺北水道水源地的實地探勘而不慎在新店溪上游罹患瘧疾，初時病情尚輕，巴爾頓原打算休假60天並返回英國，但後來又感染赤痢，病情加重而入院。後來巴爾頓返回日本時病情已惡化成肝病，於1899年8月5日下午九點病逝於東京大學醫學部附屬醫院。他生前只完成基隆水道設計案，但是其構想最後由濱野彌四郎所完成。巴爾頓死後被葬於東京的青山靈園。
巴爾頓去世後，濱野彌四郎向臺灣總督明石元二郎提出在臺北水道水源地設置銅像以紀念巴爾頓的功績，而後銅像於1919年3月30日正式揭幕，後藤新平亦撰文紀念。但該銅像在後來的第二次世界大戰期間，因為作戰需要與當時日本反美反英等因素下而被拆除徵用，目前於2021年3月30日臺北自來水博物館重新設立，並舉行銅像恢復揭幕儀式。

## 調查研究

### 日本
- 1887年：青森、秋田之上下水道調查
- 1888年：東京市上下水道之調查與設計
- 1889年：函館、福岡上下水道調查
- 1890年：《東京水道改良計畫報告書》
- 1891年：《東京上下水道設計報告書》；大阪、岡山水道事業調查
- 1892年：門司、神戶水道事業調查
- 1893年：甲府、新潟與福井水道調查；下關市下水道事業調查；仙臺水道事業調查；名古屋水道事業調查
- 1894年：廣島市上水道事業調查；給水相關意見書；廣島市衛生情況報告等水道衛生調查事業與廣島水道過濾池附屬建築設計案

### 台灣
- 1896年：被聘為臺灣總督府衛生工程顧問技師，來台推動自來水事業，製作《衛生工事調查報告書》，同年亦率隊踏勘基隆暖暖地區，並選定東、西勢溪合流處，施做攔河堰，供應基隆地區的民生用水[4]。